# トーマス・シュランメル
トーマス・シュランメル（Thomas Schrammel、1987年9月5日 - ）はオーストリア・ブルゲンラント州・キッツエー出身のサッカー選手。ポジションはサイドバック。オーストリア・ブンデスリーガ・SKシュトゥルム・グラーツ所属。

## 経歴
9歳でオーストリア・ブンデスリーガに属する名門SKラピード・ウィーンの育成アカデミーに入団。弱冠18歳でレギオナルリーガ（3部）に属するセカンドチームでプレーした。
2007年夏からはエアステリーガ（2部）に属するFCルステナウ07やFCヴァッカー・インスブルック、オーストリア・ブンデスリーガに属するSVリートでプレーし、2011年7月に古巣のSKラピード・ウィーンに復帰した（4年契約）。2014年7月に同クラブでの契約がさらに4年間分延長された。
SKラピード・ウィーン復帰以降、不動の左サイドバックとしてプレーしているが、チーム事情によっては右サイドバックや左ミッドフィルダーとしてプレーすることもある。
UEFAヨーロッパリーグでは2012年7月以降27試合に出場し2得点2アシストを記録している。

## タイトル

### クラブ
SVリート
- オーストリア・カップ 優勝（1回）：2010-11

SKラピード・ウィーン
- オーストリア・ブンデスリーガ 準優勝（4回）：2011-12, 2013–14, 2014–15, 2015–16

SKシュトゥルム・グラーツ
- オーストリア・カップ 優勝（1回）：2017-18

## 代表歴
U20カテゴリーではユリアン・バウムガルトリンガー（バイエル・レバークーゼン）、ルビン・オコティエ（北京控股足球倶楽部）らと共にオーストリアのアンダー代表に招集されていたが、A代表では同じサイドバックのポジションにダヴィド・アラバ（FCバイエルン・ミュンヘン）やクリスティアン・フックス（レスター・シティFC）、アンドレアス・ウルマー（FCレッドブル・ザルツブルク）らがいるため、2011年6月以降A代表には招集されていない。